# George Dunlop
George Dunlop  (ur. 16 stycznia 1956 w Belfaście) – północnoirlandzki piłkarz występujący na pozycji bramkarza.

## Kariera klubowa
Dunlop karierę rozpoczął w 1972 roku w angielskim Manchesterze City. W 1973 roku odszedł do północnoirlandzkiego Glentorana. Jego barwy reprezentował przez 2 lata, a potem przeszedł do Ballymeny United. Tam z kolei występował przez rok. W 1976 roku trafił do Linfielda. Spędził tam 15 lat. W tym czasie zdobył z klubem 10 mistrzostw Irlandii Północnej (1978, 1979, 1980, 1982, 1983, 1984, 1985, 1986, 1987, 1989), 3 Puchary Irlandii Północnej (1978, 1980, 1982) oraz Puchar Ligi Północnoirlandzkiej (1987). W 1991 roku zakończył karierę.

## Kariera reprezentacyjna
W 1982 roku Dunlop został powołany do reprezentacji Irlandii Północnej na mistrzostwa świata. Nie zagrał jednak na nich w żadnym meczu. Z tamtego turnieju Irlandia Północna odpadła po drugiej rundzie. W kadrze narodowej zadebiutował 16 października 1984 w wygranym 3:0 towarzyskim pojedynku z Izraelem.
W latach 1984–1989 w drużynie narodowej Dunlop rozegrał w sumie 4 spotkania.